# Стеффани, Агостино
Агостино Стеффани или Стефани (итал. Agostino Steffani, Stefani, Stephani, Staffani, Steffano, 1654—1728) — итальянский композитор, теоретик музыки, дипломат. Жил и работал преимущественно в Германии.

## Очерк жизни и творчества
Родился в 1654 г. в Кастельфранко-Венето; начальное музыкальное образование получил в Падуе и Венеции. Покинул Италию в возрасте 13 лет и почти всю жизнь прожил в Германии. В 1674—1688 — придворный органист в Мюнхене, с 1681 — дирижёр камерной музыки. В 1688—1703 — капельмейстер Ганноверского двора и дипломат. В 1703—1709 — на дипломатической службе в Дюссельдорфе. С этого времени практически оставил музыку и до конца жизни занимался в основном дипломатической и церковной деятельностью (в качестве аббата, епископа и, наконец, апостольского викария Северной Германии).
Музыкальное наследие Стеффани состоит большей частью из вокальных произведений, среди которых наиболее значительны оперы и камерные дуэты. Также является автором мотетов, мадригалов, серенад, пасторалей, кантат и ряда инструментальных пьес. Стеффани способствовал распространению в Германии итальянского вокального стиля; его творчество оказало влияние на многих других композиторов (в том числе Баха и Генделя).
Стеффани — автор трактата «Quanta certezza habbia da suoi principii la musica» («Достоверные сведения о началах музыки»; Амстердам, 1695), который в 1700 году перевёл с итальянского на немецкий язык и откомментировал Андреас Веркмейстер. Вторично трактат Стеффани перевёл на немецкий (с комментариями) И. Л. Альбрехт, издавший трактат Стеффани в Мюльхаузене, в 1760 году.
Учился у Эрколе Бернабеи.

## Произведения

### Оперы
- Марк Аврелий (Marco Aurelio, 1681)
- Солон (Solone, 1681)
- Дерзость и почтение (Audacia e Rispetto, 1685)
- Сервий Туллий (1686)
- Эрот и Антерос (Erote e Anterote, 1686)
- Асканий (Ascanio, 1686)
- Аларих Балт (Alarico il Baltha, 1687)
- Генрих Лев (Henrico Leone, 1689)
- Гордыня Александра (La superbia d’Alessandro, 1690)
- Великодушный Роланд (Orlando generoso, 1691)
- Ниоба, царица фиванская (Niobe, regina di Tebe, 1688)
- Примирившиеся соперники (Le rivali concordi, 1692)
- Триумфы судьбы (I trionfi del fato, 1695)
- Арминий (Arminio, 1707)
- Таксил (Tassilone, 1709)

### Другие произведения
- Stabat mater